# Tweede Kamerverkiezingen 1884
De Tweede Kamerverkiezingen 1884 waren algemene Nederlandse verkiezingen voor de Tweede Kamer der Staten-Generaal. Zij vonden plaats op 28 oktober 1884.
Nederland was verdeeld in 43 kiesdistricten, waarin 86 leden van de Tweede Kamer gekozen werden. Een kiezer bracht evenveel stemmen uit als er afgevaardigden in zijn kiesdistrict gekozen werden. Om gekozen te worden moest een kandidaat minimaal de districtskiesdrempel behalen.
De verkiezingen werden gehouden voor alle 86 zetels als gevolg van de ontbinding van de Tweede Kamer op 10 oktober 1884, nadat een voorstel tot wijziging van de grondwet in eerste lezing door Tweede Kamer en Eerste Kamer was aangenomen.
In elf kiesdistricten was een tweede verkiezingsronde benodigd tussen de twee hoogstgeplaatste (niet-direct gekozen) kandidaten uit de eerste ronde vanwege het niet-behalen van de districtskiesdrempel. Deze tweede ronde vond plaats op 11 november 1884.

## Uitslag

### Opkomst
|                  | 1883    | 1883      | 1884    | 1884  |
| # stemmen        | %       | # stemmen | %       |       |
| ---------------- | ------- | --------- | ------- | ----- |
| Kiesgerechtigden | 122.399 |           | 128.585 |       |
| Niet opgekomen   | 46.343  | 37,86     | 39.779  | 30,94 |
| Opkomst          | 76.056  | 62,14     | 88.806  | 69,06 |

### Verkiezingsuitslag
| Partij/groepering      | Zetels | Zetels | Zetels |
| Partij/groepering      | 1883   | 1884   | +/−    |
| ---------------------- | ------ | ------ | ------ |
| liberalen              | 30/32  | 35/42  | +3     |
| ARP                    | 19/20  | 23     | +3     |
| bahlmannianen          | 13/12  | 12     | 0      |
| kappeynianen           | 14/12  | 7/0    | −5     |
| schaepmannianen        | 5/6    | 6      | 0      |
| conservatieven         | 4/3    | 3      | 0      |
| conservatief-liberalen | 1      | 0      | −1     |
| totaal                 | 86     | 86     | 0      |

### Gekozen leden
Bij deze verkiezingen werden 74 leden herkozen. De stemmingen voor de overige twaalf vacatures hadden de volgende resultaten:
- in het kiesdistrict Almelo was in eerste instantie Arnoldus van Berckel gekozen. Hij was echter tevens gekozen in het kiesdistrict Delft[10], waaraan hij de voorkeur gaf. Om in de ontstane vacature te voorzien werd in Almelo een naverkiezing gehouden, waarbij Jan van Alphen (52,7, ARP) het aftredende lid Abraham van Laer (47,2%, liberalen) versloeg;

- in het kiesdistrict Amsterdam versloegen Jacob Cremer (69,6%, liberalen) en Willem de Beaufort (68,8%, liberalen) de aftredende leden Johannes Tak van Poortvliet (32,2%, kappeynianen) en Hendrikus Wichers (8,1%, kappeynianen);

- in het kiesdistrict Arnhem versloeg Willem Rooseboom (50,3%, liberalen) het aftredende lid Alexander Schimmelpenninck van der Oye (49,7%, ARP);

- in het kiesdistrict Brielle versloeg Gerardus Goekoop (48,2%, liberalen) het aftredende lid Karel Rombach (18,8%, kappeynianen);

- in het kiesdistrict Dokkum versloegen Eilard Attema (57,1%, liberalen) en Egbert Kielstra (55,9%, liberalen) het aftredende lid Wilco van Welderen Rengers (4,1%, liberalen); Willem Bergsma (kappeynianen), een tweede aftredend lid in dit district, had aangegeven niet herkiesbaar te zijn;

- in het kiesdistrict Gorinchem was in eerste instantie Levinus Keuchenius (ARP) herkozen. Hij was echter tevens gekozen in het kiesdistrict Middelburg[10], waaraan hij de voorkeur gaf. Om in de ontstane vacature te voorzien werd in Gorinchem een naverkiezing gehouden, waarbij Barthold de Geer van Jutphaas (ARP) gekozen werd;

- in het kiesdistrict Middelburg versloeg Levinus Keuchenius (53,5%, ARP) het aftredende lid Daniël van Eck (46,5%, liberalen);

- in het kiesdistrict Tiel versloeg Frederik van Aylva van Pallandt (51,0%, ARP) het aftredende lid Herman Dijckmeester (49,8%, liberalen);

- in het kiesdistrict Utrecht versloeg Jan Schimmelpenninck van der Oye (51,1%, ARP) het aftredende lid Jacob Nicolaas Bastert (48,9%, conservatief-liberalen);

- in het kiesdistrict Zutphen versloeg Sebastiaan de Ranitz (49,4%, liberalen) het aftredende lid Willem van Heeckeren van Kell (1,4%, kappeynianen);

De zittingsperiode van de Tweede Kamer ging in op 17 november 1884. De zittingstermijn van Tweede Kamerleden bedroeg vier jaar.